# Hemignathus ellisianus
Hemignathus ellisianus là một loài chim trong họ Fringillidae.